# Fabius Gross
Fabius Gross (ur. 5 sierpnia 1906 w Krośnie, zm. 18 czerwca 1950 w Edynburgu) – austriacki zoolog, protistolog. 
Po zdanej w 1925 roku maturze rozpoczął studia na wydziale nauk przyrodniczych u von Wettsteina, Versluysa, Przibrama i Sturcha. Jego wczesne prace dotyczyły odżywiania skorupiaków i cyklu życiowego ważek. Dysertacja doktorska opisywała pionierskie doświadczenia z użyciem mikrokamery mające na celu zbadanie sposobu poruszania się wioślarek. W 1929 roku otrzymał summa cum laude tytuł doktora nauk przyrodniczych. W 1930 roku przyjął ofertę Maxa Hartmanna badań nad biologią Artemia i Noctiluca w Instytucie Dahlem. Po 1933 roku z powodu żydowskiego pochodzenia stracił pracę; od 1936 roku asystent u W.J. Allena w Plymouth Marine Biological Laboratorium, latem 1939 roku z H. Pettersonem w Instytucie Oceanograficznym w Götenborgu. W 1949 roku został dyrektorem Bangor Marine Station. Zmarł nagle w 1950 roku, z powodu białaczki.